# Kreis Lugano Nord
Der Kreis Lugano Nord bildet zusammen mit den Kreisen Agno, Breno, Capriasca, Ceresio, Lugano Ost, Lugano West, Magliasina, Paradiso, Sessa, Taverne und Vezia den Bezirk Lugano des Schweizer Kantons Tessin. Der Sitz des Kreisamtes ist in Lugano.
Der Kreis wurde mit Dekret vom 17. Juni 2013 auf den 13. August 2013 gegründet und setzt sich aus den ehemaligen Gemeinden Sonvico, Cimadera, Villa Luganese, Davesco-Soragno, Certara, Bogno, Valcolla und Cadro zusammen, die heute zur Stadt Lugano gehören.
Die vorher dem Kreis Lugano Ost zugeteilten Quartiere Davesco-Soragno (seit 2003 bei Lugano) und Villa Luganese (seit 2007 eingemeindet) wechselten mit dessen Gründung zum Kreis Lugano Nord.
Die Neuorganisation der Kreisstruktur wurde mit der Eingemeindung von Valcolla nötig, denn die auf deren Gemeindegebiet gelegenen Ortschaften Scareglia, Signôra, Colla, Cozzo und Bogno liegen am rechten Ufer des Flusses Cassarate. Sie hätten nach altem Muster dem Kreis Lugano West zugeteilt werden müssen, das übrige Gebiet der früheren Gemeinde Valcolla (namentlich Certara, Cimadera und Piandera) hingegen dem Kreis Lugano Ost.
| Wappen | Name der Gemeinde | Einwohner (31. Dezember 2023) | Fläche in km² | BFS-Nr. |
| ------ | ----------------- | ----------------------------- | ------------- | ------- |
| Lugano | Lugano            | 63'495                        | 75,86         | 5192    |